# William Henry Dean
William Henry Dean (6. februar 1887 – 2. maj 1949) var en britisk vandpolospiller som deltog i OL 1920 i Antwerpen.
Cornet blev olympisk mester i vandpolo under OL 1920 i Antwerpen. Han var med på det britiske vandpolohold som vandt guld. 